# For All This Bloodshed
For All This Bloodshed war eine Deathcore-Band aus Köln.

## Geschichte
For All This Bloodshed wurde Anfang des Jahres 2009 in Köln gegründet. Gründer der Gruppe sind die Ex-Sidious-Musiker Markus, Marcus und Ingo, sowie der ehemalige Burned Alive-Gitarrist Chris. Etwas später komplettierte Frontsängerin Rage das Line-Up der Band. For All This Bloodshed veröffentlichte zwei EPs unter den Titeln Returning the Favour und Brawl, welche sich insgesamt 1.000 mal verkauften. Beide EPs wurden aus eigener Tasche finanziert.
Seit der Gründung der Band im Jahr 2009 spielte die Gruppe bereits über 100 Konzerte, darunter als Vorgruppe von Bands wie All Shall Perish, Darkest Hour, Emmure, Unearth, Neaera, War from a Harlots Mouth, As Blood Runs Black, Suffokate, Thy Art Is Murder, Winds of Plague, Protest the Hero, Stick to Your Guns, Born of Osiris, Purified in Blood, Nasty und For Today.
Anfang 2012 wurde die Gruppe von Noizgate Records unter Vertrag genommen. Das Debütalbum Black River City erschien am 11. Mai 2012. Eine Pre-Release-Show erfolgte am 9. März 2012 in der Kölner Werkstatt unter anderem mit War from a Harlots Mouth. Anfang September gab die Gruppe ihre Auflösung bekannt.

## Diskografie

### EPs
- 2009: Returning the Favour
- 2010: Brawl

### Alben
- 2012: Black River City (Noizgate Records, Rough Trade Distribution)